# Liste du patrimoine culturel immatériel de l'humanité en Roumanie
Cet article recense les pratiques inscrites au patrimoine culturel immatériel en Roumanie.

## Statistiques
La Roumanie a ratifié la convention pour la sauvegarde du patrimoine culturel immatériel le 20 janvier 2006. La première pratique protégée est inscrite en 2008.
En 2023, la Roumanie compte 10 éléments inscrits au patrimoine culturel immatériel, tous sur la liste représentative.

## Listes

### Liste représentative
Les éléments suivants sont inscrits sur la liste représentative du patrimoine culturel immatériel de l'humanité :
| Élément | Type                                                                                           | Subdivision | Année | Lien  | Notes | Illus. |
| --- | ---------------------------------------------------------------------------------------------- | ----------- | ----- | ----- | --- | ------ |
| Le rituel du Căluş | pratiques sociales, rituels et événements festifs                                              | Olt         | 2008  | 00090 | |        |
| La Doina (en) | arts du spectacle                                                                              |             | 2009  | 00192 | |        |
| Le savoir-faire de la céramique traditionnelle (en) de Horezu                                                                                   | savoir-faire liés à l’artisanat traditionnel                                                   | Horezu      | 2012  | 00610 | |        |
| Le colindat de groupe d'hommes, rituel de Noël                                                                                                  | pratiques sociales, rituels et événements festifs                                              |             | 2013  | 00865 | Partagé avec la Moldavie |        |
| Les danses des garçons en Roumanie | pratiques sociales, rituels et événements festifs arts du spectacle                            |             | 2015  | 01092 | |        |
| L'artisanat traditionnel du tapis mural en Roumanie et en République de Moldova                                                                 | savoir-faire liés à l’artisanat traditionnel                                                   |             | 2016  | 01167 | Partagé avec la Moldavie |        |
| Les pratiques culturelles associées au 1er Mars                                                                                                 | pratiques sociales, rituels et événements festifs                                              |             | 2017  | 01287 | Partagé avec la Bulgarie, la Macédoine et la Moldavie |        |
| L'art de la blouse traditionnelle avec broderie sur l'épaule (altiţă), élément de l’identité culturelle en Roumanie et en République de Moldova | savoir-faire liés à l’artisanat traditionnel pratiques sociales, rituels et événements festifs |             | 2022  | 01861 | Partagé avec la Moldavie |        |
| Les traditions d'élevage des chevaux Lipizzan                                                                                                   | connaissances et pratiques concernant la nature et l'univers                                   |             | 2022  | 01687 | Partagé avec l'Autriche, la Bosnie-Herzégovine, la Croatie, la Hongrie, l'Italie, la Slovaquie et la Slovénie                                                             |        |
| La Transhumance, déplacement saisonnier de troupeaux                                                                                            | connaissances et pratiques concernant la nature et l'univers                                   |             | 2023  | 01964 | Initialement partagé, en 2019, entre l'Autriche, la Grèce et l'Italie Étendu en 2023 à l'Albanie, Andorre, la Croatie, l'Espagne, la France, le Luxembourg et la Roumanie |        |

### Patrimoine immatériel nécessitant une sauvegarde urgente
La Roumanie ne compte aucun élément listé sur la liste du patrimoine immatériel nécessitant une sauvegarde urgente.

### Registre des meilleures pratiques de sauvegarde
La Roumanie ne compte aucune pratique listée au registre des meilleures pratiques de sauvegarde.